# Quercus senescens
Quercus senescens — вид рослин з родини букових (Fagaceae), поширений у Гімалаях, Тибеті, південно-центральному Китаї.

## Опис
Рослина зазвичай менше 3  м заввишки, але може досягати 10 м. Молоді гілочки густо-сіро-коричнево зірчасто вовнисті. Листки довгоеліптичні, 3.5–5 × 1.8–3 см; верхівка тупа; основа округла або злегка серцеподібна; край цілий, найчастіше загорнутий, іноді зубчастий; верх із волосками, ± гладкий; знизу багато блідо-сірих коричневих волосків; ніжка листка коричнева, вовниста, 2–4 мм. Цвітіння: квітень — травень. Жіночі суцвіття у довжину менш як 3 см. Жолуді яйцеподібні, у довжину 15 мм, у діаметрі 8 мм; чашечка охоплює 1/2 горіха, з трикутними, сірими лусочками; дозрівають у перший рік.

## Середовище проживання
Поширення: Гімалаї, Тибет, південно-центральний Китай. Росте на висотах від 1800 до 3300 метрів.